# Formose Gilles
Formose Gilles (22 de octubre de 1942) es un exfutbolista haitiano que jugaba como defensa. Jugó con el Victory y Violette de su país.

## Selección nacional
Entre 1964 y 1974 disputó 27 partidos con la selección de Haití, participando en cuatro ediciones del Campeonato de Naciones de la Concacaf. Obtuvo la medalla de plata en la edición de 1971 y contribuyó al triunfo en el siguiente campeonato.

### Participaciones en Campeonatos Concacaf
| Copa                                          | Sede              | Resultado    | Part. | Goles |
| --------------------------------------------- | ----------------- | ------------ | ----- | ----- |
| Campeonato de Naciones de la Concacaf de 1965 | Guatemala         | Sexto lugar  | 5     | 0     |
| Campeonato de Naciones de la Concacaf de 1967 | Honduras          | Quinto lugar | 5     | 0     |
| Campeonato de Naciones de la Concacaf de 1971 | Trinidad y Tobago | Subcampeón   | 4     | 0     |
| Campeonato de Naciones de la Concacaf de 1973 | Haití             | Campeón      | 1     | 0     |

## Palmarés

### Títulos internacionales
| Título                                | Equipo | Sede  | Año  |
| ------------------------------------- | ------ | ----- | ---- |
| Campeonato de Naciones de la Concacaf | Haití  | Haití | 1973 |